# Telerama
Telerama (anteriormente conocido como ETV Telerama E Televisión Telerama) es un canal de televisión abierta regional de carácter generalista, con sede en la ciudad de Cuenca, provincia de Azuay. Comenzó sus emisiones el 3 de noviembre de 1993, coincidiendo con el día de la Independencia de Cuenca.
Su producción propia incluyen una variedad de noticieros, programas de opinión, deportivos, entretenimiento, cultural y culinarios.
En la actualidad, debido a problemas económicos, legales y administrativos, a partir de marzo del 2024, Telerama pasó de ser de cobertura nacional a regional dentro de las provincias de Azuay y Cañar, luego del cierre de sus estudios y repetidoras en las ciudades de Guayaquil y Quito.

## Historia
Telerama comenzó sus emisiones en la ciudad de Cuenca el 3 de noviembre de 1993. Años más tarde, el 30 de noviembre de 1997, fue lanzado al aire en Guayaquil y, el 14 de julio de 2001, inició transmisiones en Quito. La gestión de la emisora se encontraba a cargo de Teodoro Jerves Núñez del Arco, Jorge Eljuri Antón y Juan Eljuri Antón, este último dueño del Banco del Austro.
A 2010 contaba con tres estudios en Cuenca, Quito y Guayaquil. Ese mismo año, el Grupo Eljuri anuncia la venta de Telerama, debido al cambio de Constitución del Ecuador, que en 2008 estableció que ningún grupo o entidad bancaria puede tener acciones en medios de comunicación, y que debería efectuarse en plazo de dos años. En 2013, un caso de presunta venta falsa de acciones de este canal salió a la luz. Se habría tenido constancia de que los bancos Pichincha y del Austro simularon la venta de dichas acciones a las compañías International Motors Company Inc. y Cardizales Oroibéricos S.A., alertando a la Superintendencia de Bancos del Ecuador.
En 2021, varios extrabajadores del medio iniciaron una demanda por incumplimiento del pago de sueldos y de aportaciones al Instituto Ecuatoriano de Seguridad Social. También se conoció que las empresas del Grupo Eljuri, propietaria de la cadena televisiva, debían alrededor de $600 mil dólares al canal.